# Rejet de faille

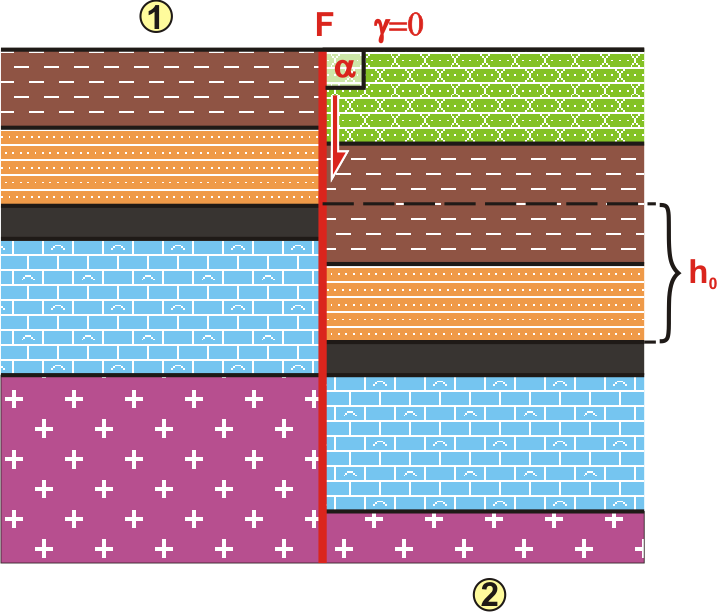
Rejet de faille h_{0}.

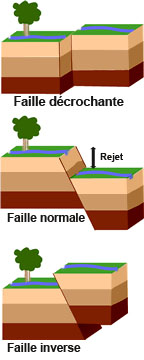
Rejet dans une faille normale.

Le rejet de faille est un élément caractéristique d'une faille qui mesure la valeur du déplacement qui s’est produit entre les deux compartiments séparés.

## Description
Le décalage peut être considéré comme la somme vectorielle de trois composantes orthogonales : l'une horizontale et située dans le plan de la faille (rejet horizontal longitudinal, appelé aussi rejet horizontal latéral) ; une autre horizontale et perpendiculaire à la première (rejet horizontal transversal) ; la troisième, verticale (rejet vertical).
Le rejet vertical est généralement la composante principale du mouvement du glissement d'une faille normale ou inverse.
Le rejet horizontal est la composante principale du mouvement du glissement d'une faille décrochante.
La valeur du déplacement est variable selon les points pour une même faille, et peut se situer entre le décimètre et plusieurs kilomètres verticalement, plusieurs dizaines ou centaines de kilomètres horizontalement.